# Stef Smith
Stefan Smith, detto Stef (Ajax, 27 giugno 1999), è un cestista canadese con cittadinanza giamaicana.